# 入来タクシー
有限会社入来タクシー（いりきタクシー）は、鹿児島県薩摩川内市入来町副田に本社を置くタクシー事業者である。
本項では、入来地域で運行されている予約制の乗合タクシー入来地域デマンド交通「きんかん号」と、以前運行されていた入来町乗合タクシーについても、記述する。

## 沿革
- 1995年（平成7年）4月6日 - 入来町乗合タクシー運行開始（前日限りで廃止された九州旅客鉄道バス加治木線日の丸 - 藺牟田温泉間、北薩線山之口 - 北薩長野間の廃止代替）。[1]
- 2010年（平成22年）7月 - 予約制乗合タクシー入来地域デマンド交通「きんかん号」が運行開始。

## 入来地域デマンド交通(予約制乗合タクシー)「きんかん号」

### 運行路線
長野線
- 内之尾~長野 - 黒武者口 - 大馬越小 - 日ノ丸 - 入来中前 - 入来支所 - 入来駅 - 入来温泉場

藺牟田温泉線
- 藺牟田温泉 - 原 - 舟越 - 蒲生原 - 日ノ丸 - 入来中前 - 入来支所 - 入来駅 - 入来温泉場

副田循環線
- 入来温泉場 - 入来駅 - 入来支所 - 諏訪温泉前 - 清修館高校前 - 北原 - 副田小前

八重線
- 赤仁田 - 水戸 - 池頭 - 入来斎場前 - 入来支所 - 入来駅 - 入来温泉場

八重・市比野線
- 赤仁田 - 水戸 - 丸山入口 - グリーンランド前 - 記念病院前

### 運賃
- 運賃 - 一律150円[2]

## 乗合タクシー

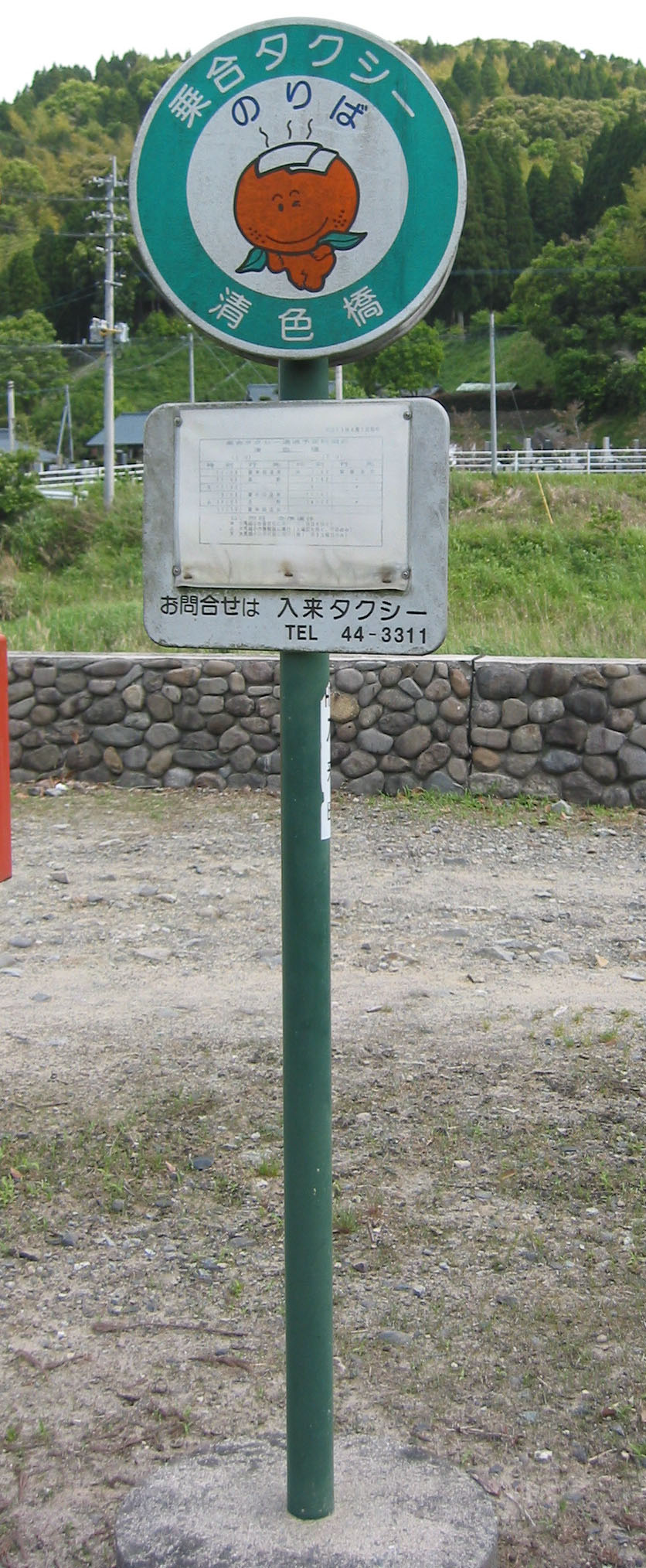
乗合タクシーの停留所

旧入来町内にて、以下の乗合タクシー路線を運行していた。

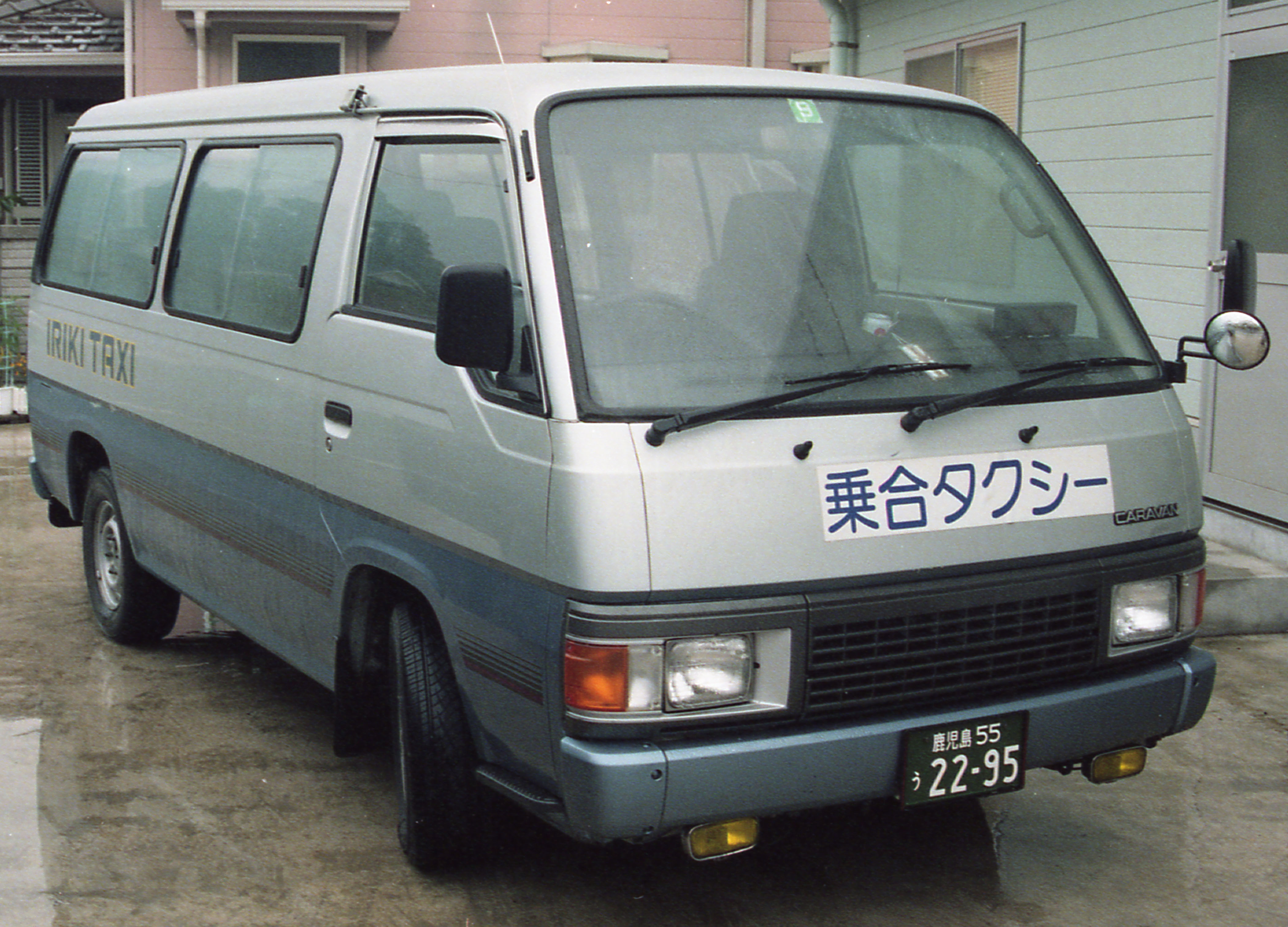
乗合タクシーの車両（1997年当時）

- 柴垣湯前 - 長野
- 柴垣湯前 - 藺牟田温泉